# Llista de topònims de Castelldans
Llista de topònims (noms propis de lloc) del municipi de Castelldans, a les Garrigues
Informació actualitzada per un bot. Els canvis manuals es perdran quan s'actualitzi!

## cabana
| imatge | Nom                              | Ubicat a    | instància de | Detalls | coordenades                                                          | Protecció | Commons (més fotos) | Dades a WD                    |
| ------ | -------------------------------- | ----------- | ------------ | ------- | -------------------------------------------------------------------- | --------- | ------------------- | ----------------------------- |
|        | cabana d'en Baluard              | Castelldans | cabana       |         | 41° 29′ 57″ N, 0° 44′ 04″ E / 41.4992°N,0.73437°E                    |           |                     | Modifica les dades a Wikidata |
|        | cabana de l'Ermità               | Castelldans | cabana       |         | 41° 30′ 03″ N, 0° 45′ 22″ E / 41.500934753366°N,0.756026659274°E     |           |                     | Modifica les dades a Wikidata |
|        | cabana del Baldomera             | Castelldans | cabana       |         | 41° 28′ 15″ N, 0° 44′ 04″ E / 41.470787382563°N,0.73431512604903°E   |           |                     | Modifica les dades a Wikidata |
|        | cabana del Bep Senyor            | Castelldans | cabana       |         | 41° 27′ 51″ N, 0° 48′ 30″ E / 41.4641905276822°N,0.808439682213852°E |           |                     | Modifica les dades a Wikidata |
|        | cabana del Bep de la Marina      | Castelldans | cabana       |         | 41° 28′ 09″ N, 0° 45′ 39″ E / 41.4692345873619°N,0.760778447255336°E |           |                     | Modifica les dades a Wikidata |
|        | cabana del Bessó de Cantaperdius | Castelldans | cabana       |         | 41° 29′ 58″ N, 0° 44′ 41″ E / 41.4995766712084°N,0.744590128881292°E |           |                     | Modifica les dades a Wikidata |
|        | cabana del Bo                    | Castelldans | cabana       |         | 41° 27′ 54″ N, 0° 45′ 01″ E / 41.4650242359947°N,0.750410381869967°E |           |                     | Modifica les dades a Wikidata |
|        | cabana del Bocins                | Castelldans | cabana       |         | 41° 28′ 10″ N, 0° 47′ 19″ E / 41.4694661454276°N,0.788563615307951°E |           |                     | Modifica les dades a Wikidata |
|        | cabana del Cando                 | Castelldans | cabana       |         | 41° 28′ 33″ N, 0° 43′ 50″ E / 41.4757640719715°N,0.730446531597291°E |           |                     | Modifica les dades a Wikidata |
|        | cabana del Faixat                | Castelldans | cabana       |         | 41° 27′ 37″ N, 0° 48′ 23″ E / 41.4603319306933°N,0.806354651715254°E |           |                     | Modifica les dades a Wikidata |
|        | cabana del Feixat                | Castelldans | cabana       |         | 41° 28′ 23″ N, 0° 47′ 56″ E / 41.4730493231564°N,0.798812405425466°E |           |                     | Modifica les dades a Wikidata |
|        | cabana del Felipet               | Castelldans | cabana       |         | 41° 29′ 05″ N, 0° 45′ 15″ E / 41.48468719026°N,0.75419214330339°E    |           |                     | Modifica les dades a Wikidata |
|        | cabana del Ferran                | Castelldans | cabana       |         | 41° 28′ 04″ N, 0° 45′ 37″ E / 41.4678837071012°N,0.760322029960197°E |           |                     | Modifica les dades a Wikidata |
|        | cabana del Fragatí               | Castelldans | cabana       |         | 41° 28′ 12″ N, 0° 47′ 12″ E / 41.4701029773083°N,0.786554151172353°E |           |                     | Modifica les dades a Wikidata |
|        | cabana del Fèlix del Gepo        | Castelldans | cabana       |         | 41° 28′ 51″ N, 0° 45′ 01″ E / 41.4809368537204°N,0.750303022823825°E |           |                     | Modifica les dades a Wikidata |
|        | cabana del Ganancietes           | Castelldans | cabana       |         | 41° 29′ 01″ N, 0° 47′ 51″ E / 41.4835448655551°N,0.797546808002279°E |           |                     | Modifica les dades a Wikidata |
|        | cabana del Ganxet                | Castelldans | cabana       |         | 41° 28′ 37″ N, 0° 46′ 34″ E / 41.477005512864°N,0.77601410422666°E   |           |                     | Modifica les dades a Wikidata |
|        | cabana del Ganxo                 | Castelldans | cabana       |         | 41° 29′ 51″ N, 0° 48′ 36″ E / 41.497473422023°N,0.81005484577769°E   |           |                     | Modifica les dades a Wikidata |
|        | cabana del Garrut                | Castelldans | cabana       |         | 41° 28′ 15″ N, 0° 46′ 34″ E / 41.4708568416816°N,0.77614625475329°E  |           |                     | Modifica les dades a Wikidata |
|        | cabana del Guitarra              | Castelldans | cabana       |         | 41° 28′ 41″ N, 0° 44′ 15″ E / 41.4781294147881°N,0.737585618726687°E |           |                     | Modifica les dades a Wikidata |
|        | cabana del Llarg                 | Castelldans | cabana       |         | 41° 29′ 08″ N, 0° 43′ 37″ E / 41.4856679234646°N,0.727082434605106°E |           |                     | Modifica les dades a Wikidata |
|        | cabana del Marcel·let            | Castelldans | cabana       |         | 41° 28′ 05″ N, 0° 46′ 48″ E / 41.468074277666°N,0.77991178552076°E   |           |                     | Modifica les dades a Wikidata |
|        | cabana del Marino                | Castelldans | cabana       |         | 41° 28′ 51″ N, 0° 43′ 55″ E / 41.4808077695971°N,0.731815468836021°E |           |                     | Modifica les dades a Wikidata |
|        | cabana del Marià Paula           | Castelldans | cabana       |         | 41° 28′ 19″ N, 0° 44′ 01″ E / 41.4718887256722°N,0.733515659547734°E |           |                     | Modifica les dades a Wikidata |
|        | cabana del Marquet               | Castelldans | cabana       |         | 41° 28′ 30″ N, 0° 45′ 15″ E / 41.4750842267922°N,0.754074251195234°E |           |                     | Modifica les dades a Wikidata |
|        | cabana del Panxon                | Castelldans | cabana       |         | 41° 28′ 32″ N, 0° 44′ 42″ E / 41.475499329685°N,0.74492899904244°E   |           |                     | Modifica les dades a Wikidata |
|        | cabana del Panxons               | Castelldans | cabana       |         | 41° 28′ 40″ N, 0° 45′ 43″ E / 41.477721023368°N,0.761815576995623°E  |           |                     | Modifica les dades a Wikidata |
|        | cabana del Patxorro              | Castelldans | cabana       |         | 41° 28′ 58″ N, 0° 45′ 04″ E / 41.4827289248689°N,0.751211152389779°E |           |                     | Modifica les dades a Wikidata |
|        | cabana del Pla del Sargento      | Castelldans | cabana       |         | 41° 28′ 03″ N, 0° 44′ 38″ E / 41.467375476327°N,0.74401325752658°E   |           |                     | Modifica les dades a Wikidata |
|        | cabana del Planxat               | Castelldans | cabana       |         | 41° 29′ 00″ N, 0° 44′ 16″ E / 41.4834211569024°N,0.737832648539859°E |           |                     | Modifica les dades a Wikidata |
|        | cabana del Ponet                 | Castelldans | cabana       |         | 41° 28′ 08″ N, 0° 44′ 32″ E / 41.4689355569724°N,0.742264161043468°E |           |                     | Modifica les dades a Wikidata |
|        | cabana del Ramis                 | Castelldans | cabana       |         | 41° 29′ 36″ N, 0° 47′ 38″ E / 41.4933168603701°N,0.793777680788194°E |           |                     | Modifica les dades a Wikidata |
|        | cabana del Ramon del Pau         | Castelldans | cabana       |         | 41° 28′ 11″ N, 0° 46′ 56″ E / 41.4696225410324°N,0.782187768277475°E |           |                     | Modifica les dades a Wikidata |
|        | cabana del Salvador              | Castelldans | cabana       |         | 41° 29′ 18″ N, 0° 44′ 54″ E / 41.4884114159146°N,0.748415314839235°E |           |                     | Modifica les dades a Wikidata |
|        | cabana del Sarassa               | Castelldans | cabana       |         | 41° 29′ 19″ N, 0° 43′ 53″ E / 41.4884884469128°N,0.731259988771924°E |           |                     | Modifica les dades a Wikidata |
|        | cabana del Sorbellet             | Castelldans | cabana       |         | 41° 28′ 00″ N, 0° 45′ 09″ E / 41.466639483771°N,0.75242056724978°E   |           |                     | Modifica les dades a Wikidata |
|        | cabana del Tancat Vell           | Castelldans | cabana       |         | 41° 29′ 39″ N, 0° 43′ 18″ E / 41.4942089837776°N,0.721764462029852°E |           |                     | Modifica les dades a Wikidata |
|        | cabana del Torero                | Castelldans | cabana       |         | 41° 28′ 55″ N, 0° 44′ 42″ E / 41.4819393354102°N,0.744926630837494°E |           |                     | Modifica les dades a Wikidata |
|        | cabana del Valentí               | Castelldans | cabana       |         | 41° 29′ 09″ N, 0° 48′ 25″ E / 41.48570394997°N,0.80685812386306°E    |           |                     | Modifica les dades a Wikidata |
|        | cabana del Vellet                | Castelldans | cabana       |         | 41° 27′ 30″ N, 0° 47′ 40″ E / 41.4582578585092°N,0.794451973975574°E |           |                     | Modifica les dades a Wikidata |
|        | cabana del Xino                  | Castelldans | cabana       |         | 41° 28′ 11″ N, 0° 46′ 09″ E / 41.46966592746°N,0.76908035284932°E    |           |                     | Modifica les dades a Wikidata |
|        | cabana dels Gavatxos             | Castelldans | cabana       |         | 41° 28′ 39″ N, 0° 48′ 32″ E / 41.4776090603027°N,0.808837804098595°E |           |                     | Modifica les dades a Wikidata |
|        | corral del Xoll                  | Castelldans | cabana       |         | 41° 29′ 48″ N, 0° 45′ 46″ E / 41.4966278807569°N,0.762841620719156°E |           |                     | Modifica les dades a Wikidata |
|        | era de Melons                    | Castelldans | cabana       |         | 41° 29′ 23″ N, 0° 42′ 32″ E / 41.4898360659422°N,0.70883740742948°E  |           |                     | Modifica les dades a Wikidata |

## casa
| imatge | Nom                                          | Ubicat a    | instància de | Detalls                     | coordenades                                        | Protecció                                  | Commons (més fotos) | Dades a WD                    |
| ------ | -------------------------------------------- | ----------- | ------------ | --------------------------- | -------------------------------------------------- | ------------------------------------------ | ------------------- | ----------------------------- |
|        | Casa Sacerdotal                              | Castelldans | casa         | Estil: arquitectura popular | 41° 29′ 59″ N, 0° 45′ 59″ E / 41.49973°N,0.76633°E | bé integrant del patrimoni cultural català |                     | Modifica les dades a Wikidata |
|        | Façana habitatge al carrer de l'Església, 14 | Castelldans | casa         | Estil: arquitectura popular | 41° 29′ 59″ N, 0° 46′ 00″ E / 41.49978°N,0.76665°E | bé integrant del patrimoni cultural català |                     | Modifica les dades a Wikidata |

## edifici
| imatge | Nom                              | Ubicat a    | instància de  | Detalls                     | coordenades                                        | Protecció                                  | Commons (més fotos) | Dades a WD                    |
| ------ | -------------------------------- | ----------- | ------------- | --------------------------- | -------------------------------------------------- | ------------------------------------------ | ------------------- | ----------------------------- |
|        | Centre Republicà                 | Castelldans | edifici       | Estil: arquitectura popular | 41° 29′ 50″ N, 0° 45′ 59″ E / 41.49715°N,0.76636°E | bé integrant del patrimoni cultural català |                     | Modifica les dades a Wikidata |
|        | Convent dels Frares d'Escala Dei | Castelldans | edifici       | Estil: arquitectura popular | 41° 29′ 57″ N, 0° 46′ 00″ E / 41.49921°N,0.76664°E | bé integrant del patrimoni cultural català |                     | Modifica les dades a Wikidata |
|        | Museu del Pagès                  | Castelldans | edifici museu | Estil: arquitectura popular | 41° 29′ 57″ N, 0° 46′ 04″ E / 41.49921°N,0.76768°E | bé integrant del patrimoni cultural català | Museu del Pagès     | Modifica les dades a Wikidata |

## església
| imatge | Nom                        | Ubicat a    | instància de    | Detalls                                          | coordenades                                                                 | Protecció                                  | Commons (més fotos)                | Dades a WD                    |
| ------ | -------------------------- | ----------- | --------------- | ------------------------------------------------ | --------------------------------------------------------------------------- | ------------------------------------------ | ---------------------------------- | ----------------------------- |
|        | Montserrat de Castelldans  | Castelldans | església ermita | Estil: arquitectura popular                      | 41° 29′ 29″ N, 0° 45′ 29″ E / 41.491430555556°N,0.75816944444444°E 394 msnm | bé integrant del patrimoni cultural català | Ermita de Montserrat (Castelldans) | Modifica les dades a Wikidata |
|        | Santa Maria de Castelldans | Castelldans | església        | Estil: arquitectura popular arquitectura barroca | 41° 29′ 59″ N, 0° 45′ 59″ E / 41.4996°N,0.76631°E                           | bé integrant del patrimoni cultural català | Santa Maria de Castelldans         | Modifica les dades a Wikidata |

## masia
| imatge | Nom                | Ubicat a    | instància de | Detalls | coordenades                                                          | Protecció | Commons (més fotos) | Dades a WD                    |
| ------ | ------------------ | ----------- | ------------ | ------- | -------------------------------------------------------------------- | --------- | ------------------- | ----------------------------- |
|        | Cabana del Flix    | Castelldans | masia        |         | 41° 28′ 02″ N, 0° 47′ 29″ E / 41.4673249260346°N,0.79149825983145°E  |           |                     | Modifica les dades a Wikidata |
|        | Casa Ramonet       | Castelldans | masia        |         | 41° 31′ 21″ N, 0° 46′ 20″ E / 41.5223636944684°N,0.772321507323917°E |           |                     | Modifica les dades a Wikidata |
|        | Mas d'en Tost      | Castelldans | masia        |         | 41° 27′ 48″ N, 0° 48′ 36″ E / 41.4633810309753°N,0.809915751292793°E |           |                     | Modifica les dades a Wikidata |
|        | Mas de Mandanya    | Castelldans | masia        |         | 41° 31′ 17″ N, 0° 45′ 34″ E / 41.521296052251°N,0.75955901766495°E   |           |                     | Modifica les dades a Wikidata |
|        | Mas de Matxerri    | Castelldans | masia        |         | 41° 30′ 37″ N, 0° 43′ 10″ E / 41.5104028307559°N,0.719495041025547°E |           |                     | Modifica les dades a Wikidata |
|        | Mas de Melons      | Castelldans | masia        |         | 41° 29′ 14″ N, 0° 42′ 22″ E / 41.487342019077°N,0.70618931606091°E   |           |                     | Modifica les dades a Wikidata |
|        | Mas de Santjaume   | Castelldans | masia        |         | 41° 31′ 46″ N, 0° 45′ 13″ E / 41.529430643232°N,0.753644969737608°E  |           |                     | Modifica les dades a Wikidata |
|        | Mas de l'Entorn    | Castelldans | masia        |         | 41° 30′ 07″ N, 0° 48′ 12″ E / 41.501963542437°N,0.80320039596034°E   |           |                     | Modifica les dades a Wikidata |
|        | Mas de l'Esquerrer | Castelldans | masia        |         | 41° 27′ 12″ N, 0° 48′ 32″ E / 41.4533621957113°N,0.808792386650965°E |           |                     | Modifica les dades a Wikidata |
|        | Mas de la Rata     | Castelldans | masia        |         | 41° 28′ 35″ N, 0° 45′ 09″ E / 41.4763930342351°N,0.752376373839108°E |           |                     | Modifica les dades a Wikidata |
|        | Sitges del Xoll    | Castelldans | masia        |         | 41° 29′ 46″ N, 0° 45′ 47″ E / 41.4960825726803°N,0.763052067040273°E |           |                     | Modifica les dades a Wikidata |
|        | Torre del Xatmar   | Castelldans | masia        |         | 41° 30′ 49″ N, 0° 45′ 55″ E / 41.5136964877311°N,0.765213474400011°E |           |                     | Modifica les dades a Wikidata |
|        | Xalet del Vilella  | Castelldans | masia        |         | 41° 29′ 38″ N, 0° 45′ 51″ E / 41.493809546373°N,0.764268326170878°E  |           |                     | Modifica les dades a Wikidata |

## muntanya
| imatge | Nom                      | Ubicat a                               | instància de | Detalls | coordenades                                                         | Protecció | Commons (més fotos) | Dades a WD                    |
| ------ | ------------------------ | -------------------------------------- | ------------ | ------- | ------------------------------------------------------------------- | --------- | ------------------- | ----------------------------- |
|        | Lo Timorell              | Castelldans                            | muntanya     |         | 41° 29′ 45″ N, 0° 47′ 06″ E / 41.495825°N,0.78492722°E 436.2 msnm   |           |                     | Modifica les dades a Wikidata |
|        | Miravall                 | Castelldans les Borges Blanques Juneda | muntanya     |         | 41° 31′ 08″ N, 0° 48′ 38″ E / 41.5189°N,0.810667°E 332.3 msnm       |           |                     | Modifica les dades a Wikidata |
|        | Punta de la Coixa        | Castelldans Cervià de les Garrigues    | muntanya     |         | 41° 27′ 41″ N, 0° 49′ 06″ E / 41.4613°N,0.818444°E 517.1 msnm       |           |                     | Modifica les dades a Wikidata |
|        | Serra Fosca              | Castelldans l'Albagés                  | muntanya     |         | 41° 28′ 13″ N, 0° 43′ 31″ E / 41.4703°N,0.725361°E 422.8 msnm       |           |                     | Modifica les dades a Wikidata |
|        | Tossal Rodó              | Castelldans                            | muntanya     |         | 41° 29′ 17″ N, 0° 47′ 01″ E / 41.488°N,0.783583°E 441.3 msnm        |           |                     | Modifica les dades a Wikidata |
|        | Tossal del Corcó         | Castelldans                            | muntanya     |         | 41° 29′ 20″ N, 0° 44′ 59″ E / 41.4888°N,0.74975°E 341.8 msnm        |           |                     | Modifica les dades a Wikidata |
|        | Tossal del Manco         | Castelldans                            | muntanya     |         | 41° 27′ 47″ N, 0° 47′ 24″ E / 41.4631°N,0.790061°E 465.7 msnm       |           |                     | Modifica les dades a Wikidata |
|        | Tossal dels Corrals Nous | Castelldans                            | muntanya     |         | 41° 28′ 54″ N, 0° 47′ 06″ E / 41.48163889°N,0.78508333°E 450.3 msnm |           |                     | Modifica les dades a Wikidata |
|        | Tossal dels Gramenals    | Castelldans                            | muntanya     |         | 41° 28′ 50″ N, 0° 45′ 12″ E / 41.48066389°N,0.753225°E 415.7 msnm   |           |                     | Modifica les dades a Wikidata |
|        | Tossals Bessons          | Castelldans l'Albagés                  | muntanya     |         | 41° 28′ 06″ N, 0° 44′ 13″ E / 41.4683°N,0.737028°E 429.4 msnm       |           |                     | Modifica les dades a Wikidata |
|        | la Rosa                  | Castelldans                            | muntanya     |         | 41° 30′ 11″ N, 0° 44′ 54″ E / 41.503°N,0.74822222°E 377.2 msnm      |           |                     | Modifica les dades a Wikidata |
|        | la Trona                 | Castelldans                            | muntanya     |         | 41° 27′ 37″ N, 0° 47′ 54″ E / 41.46033333°N,0.79833333°E 477.5 msnm |           |                     | Modifica les dades a Wikidata |

## serra
| imatge | Nom                   | Ubicat a           | instància de | Detalls | coordenades                                                         | Protecció | Commons (més fotos) | Dades a WD                    |
| ------ | --------------------- | ------------------ | ------------ | ------- | ------------------------------------------------------------------- | --------- | ------------------- | ----------------------------- |
|        | serra de Cantaperdius | Castelldans        | serra        |         | 41° 29′ 50″ N, 0° 44′ 53″ E / 41.49733333°N,0.74808333°E 387.2 msnm |           |                     | Modifica les dades a Wikidata |
|        | serra de Comafranca   | Castelldans        | serra        |         | 41° 29′ 01″ N, 0° 46′ 26″ E / 41.4835°N,0.773972°E 436.5 msnm       |           |                     | Modifica les dades a Wikidata |
|        | serra del Paco        | Castelldans Juneda | serra        |         | 41° 29′ 12″ N, 0° 49′ 03″ E / 41.48672222°N,0.81744444°E 507.1 msnm |           |                     | Modifica les dades a Wikidata |

## vèrtex geodèsic
| imatge | Nom       | Ubicat a    | instància de    | Detalls   | coordenades                                                       | Protecció | Commons (més fotos) | Dades a WD                    |
| ------ | --------- | ----------- | --------------- | --------- | ----------------------------------------------------------------- | --------- | ------------------- | ----------------------------- |
|        | Collerets | Castelldans | vèrtex geodèsic | Alt: 1.2m | 41° 29′ 45″ N, 0° 47′ 06″ E / 41.495824°N,0.784938°E 436.461 msnm |           |                     | Modifica les dades a Wikidata |
|        | Fosca     | Castelldans | vèrtex geodèsic | Alt: 1.2m | 41° 28′ 13″ N, 0° 43′ 35″ E / 41.470175°N,0.726374°E 424.923 msnm |           |                     | Modifica les dades a Wikidata |
|        | Maxerri   | Castelldans | vèrtex geodèsic | Alt: 1.2m | 41° 30′ 11″ N, 0° 44′ 54″ E / 41.503002°N,0.748216°E 378.034 msnm |           |                     | Modifica les dades a Wikidata |
|        | Miravall  | Castelldans | vèrtex geodèsic | Alt: 1.2m | 41° 31′ 08″ N, 0° 48′ 38″ E / 41.518879°N,0.81056°E 333.294 msnm  |           |                     | Modifica les dades a Wikidata |

## zona humida
| imatge | Nom                       | Ubicat a    | instància de | Detalls            | coordenades                                                | Protecció | Commons (més fotos)    | Dades a WD                    |
| ------ | ------------------------- | ----------- | ------------ | ------------------ | ---------------------------------------------------------- | --------- | ---------------------- | ----------------------------- |
|        | Herbassars de Castelldans | Castelldans | zona humida  | Superfície: 2.8ha  | 41° 29′ 43″ N, 0° 44′ 51″ E / 41.4952°N,0.7474°E           |           |                        | Modifica les dades a Wikidata |
|        | Mas de Melons             | Castelldans | zona humida  | Superfície: 0.42ha | 41° 29′ 14″ N, 0° 42′ 36″ E / 41.4871°N,0.70997°E 298 msnm |           | Mas de Melons (indret) | Modifica les dades a Wikidata |

## Misc
| imatge | Nom                                         | Ubicat a                                                       | instància de                                   | Detalls                         | coordenades | Protecció                                            | Commons (més fotos)          | Dades a WD                    |
| ------ | ------------------------------------------- | -------------------------------------------------------------- | ---------------------------------------------- | ------------------------------- | --- | ---------------------------------------------------- | ---------------------------- | ----------------------------- |
|        | Arcades                                     | Castelldans                                                    | element arquitectònic                          | Estil: arquitectura popular     | 41° 29′ 57″ N, 0° 46′ 01″ E / 41.49929°N,0.76696°E                                                                                 | bé integrant del patrimoni cultural català           | Arcades (Castelldans)        | Modifica les dades a Wikidata |
|        | Castell de Castelldans                      | Castelldans                                                    | castell                                        | 12nd century                    | 41° 30′ 05″ N, 0° 45′ 55″ E / 41.5013°N,0.76525°E ca:Partida de lo Castell, Castelldans 389 msnm                                   | bé d'interès cultural bé cultural d'interès nacional | Castell de Castelldans       | Modifica les dades a Wikidata |
|        | Castelldans                                 | Castelldans                                                    | entitat singular de població capital municipal | 891 hab                         | 41° 30′ 00″ N, 0° 46′ 00″ E / 41.5°N,0.76667°E 327 msnm                                                                            |                                                      |                              | Modifica les dades a Wikidata |
|        | Cementiri vell de Castelldans               | Castelldans                                                    | cementiri                                      | Estil: arquitectura popular     | 41° 30′ 05″ N, 0° 46′ 03″ E / 41.50129°N,0.76743°E                                                                                 | bé integrant del patrimoni cultural català           |                              | Modifica les dades a Wikidata |
|        | Preixens                                    | Castelldans                                                    | despoblat                                      |                                 | |                                                      |                              | Modifica les dades a Wikidata |
|        | canal d'Urgell                              | Noguera Urgell Pla d'Urgell Garrigues Segrià                   | canal de reg                                   | Desemboca: Segre Llarg: 144.2km | 41° 55′ 47″ N, 1° 09′ 50″ E / 41.92977111111111°N,1.16391°E 41° 34′ 27″ N, 0° 34′ 37″ E / 41.57407111111111°N,0.5769580555555556°E |                                                      | Canal d'Urgell               | Modifica les dades a Wikidata |
|        | casa consistorial de Castelldans            | Castelldans                                                    | casa consistorial                              |                                 | 41° 29′ 47″ N, 0° 45′ 56″ E / 41.4963838°N,0.7655338°E                                                                             |                                                      | Town hall of Castelldans     | Modifica les dades a Wikidata |
|        | creu de terme de Castelldans                | Castelldans                                                    | creu de terme                                  |                                 | 41° 29′ 45″ N, 0° 45′ 54″ E / 41.49579674742582°N,0.7649272301536552°E                                                             |                                                      |                              | Modifica les dades a Wikidata |
|        | els Bessons                                 | Juneda les Borges Blanques Cervià de les Garrigues Castelldans | àrea protegida Pla d'Espais d'Interès Natural  | 1992 Superfície: 425.5916ha     | 41° 27′ 55″ N, 0° 50′ 48″ E / 41.4653°N,0.8468°E                                                                                   |                                                      | Els Bessons (espai protegit) | Modifica les dades a Wikidata |
|        | jaciment arqueològic del Camí de les Planes | Castelldans                                                    | jaciment arqueològic                           |                                 | 41° 27′ 06″ N, 0° 48′ 01″ E / 41.451604°N,0.800415°E                                                                               | bé integrant del patrimoni cultural català           |                              | Modifica les dades a Wikidata |